# Ержислав (герб)
Ержислав (пол. Jerzysław) — польский дворянский герб.

## Описание
В голубом поле серебряная голова оленя, между рогами которой золотая шестилучевая звезда.
Щит увенчан дворянскими шлемом и короной. 
Нашлемник: три страусовых пера.
Намёт на щите голубой, подложенный серебром. 
Герб Ержислав (употребляют Фрейеры) внесён в Часть 3 Гербовника дворянских родов Царства Польского, стр. 6.

## Герб используют
Готфрид Фрейер, герба Ержислав, профессор медицинского факультета Варшавского университета, ум. 1828, жалован дипломом на потомственное дворянское достоинство Царства Польского (ДЗЦП, т. VIII, стр.204).